# Estère
Estère (em crioulo haitiano:  Lesté), é uma comuna do Haiti, situada no departamento do Artibonite e no arrondissement de Gonaïves. De acordo com o censo de 2003, sua população total é de 26174 habitantes.